# Epipremnum
Epipremnum là một chi thực vật có hoa trong họ Ráy

## Loài
Chi này gồm các loài sau:
- Epipremnum amplissimum (Schott) Engl.
- Epipremnum aureum (Linden & André) G.S.Bunting - Trầu bà vàng.
- Epipremnum carolinense Volkens
- Epipremnum ceramense (Engl. & K.Krause) Alderw.
- Epipremnum dahlii Engl.
- Epipremnum falcifolium Engl.
- Epipremnum giganteum (Roxb.) Schott - Thượng cán lá lớn, thượng cán to, ka bình, ráy leo lá lớn, dây dật, ngót.
- Epipremnum meeboldii K.Krause
- Epipremnum moluccanum Schott
- Epipremnum moszkowskii K.Krause
- Epipremnum nobile (Schott) Engl.
- Epipremnum obtusum Engl. & K.Krause
- Epipremnum papuanum Alderw.
- Epipremnum pinnatum (L.) Engl. - Ráy leo lá xẻ, thượng cán lá lông chim, ráy ngót.
- Epipremnum silvaticum Alderw.

## Hình ảnh

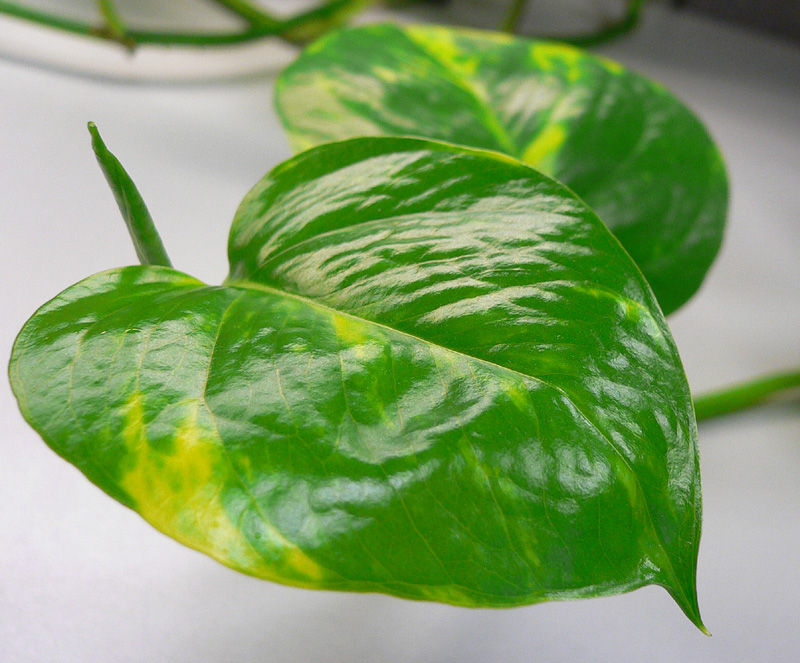
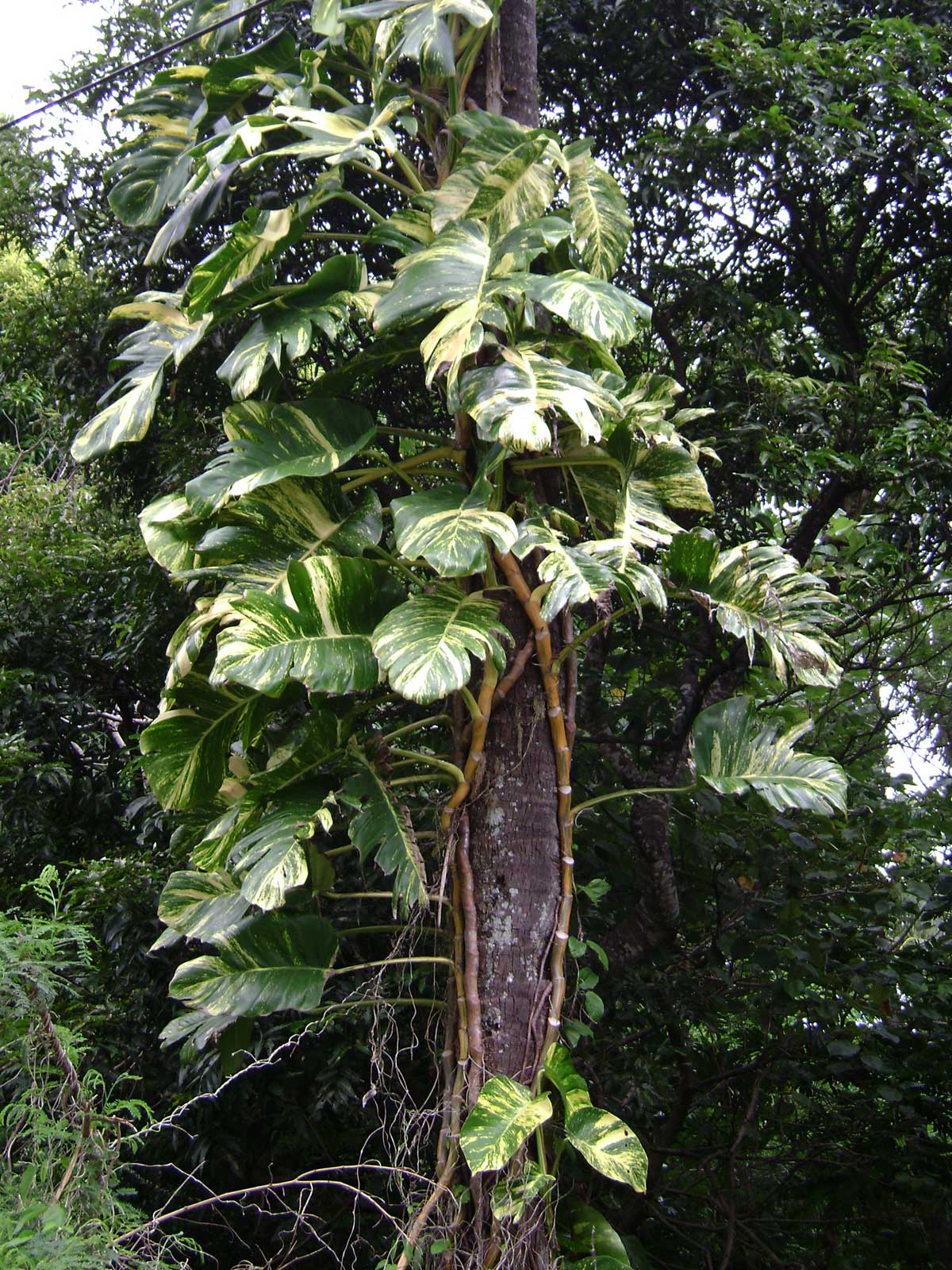
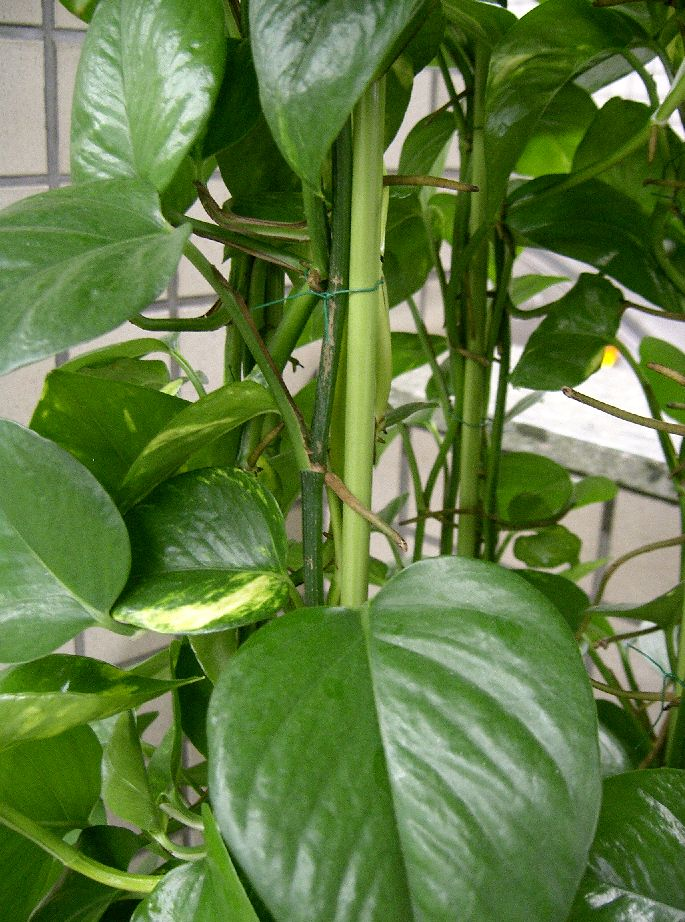
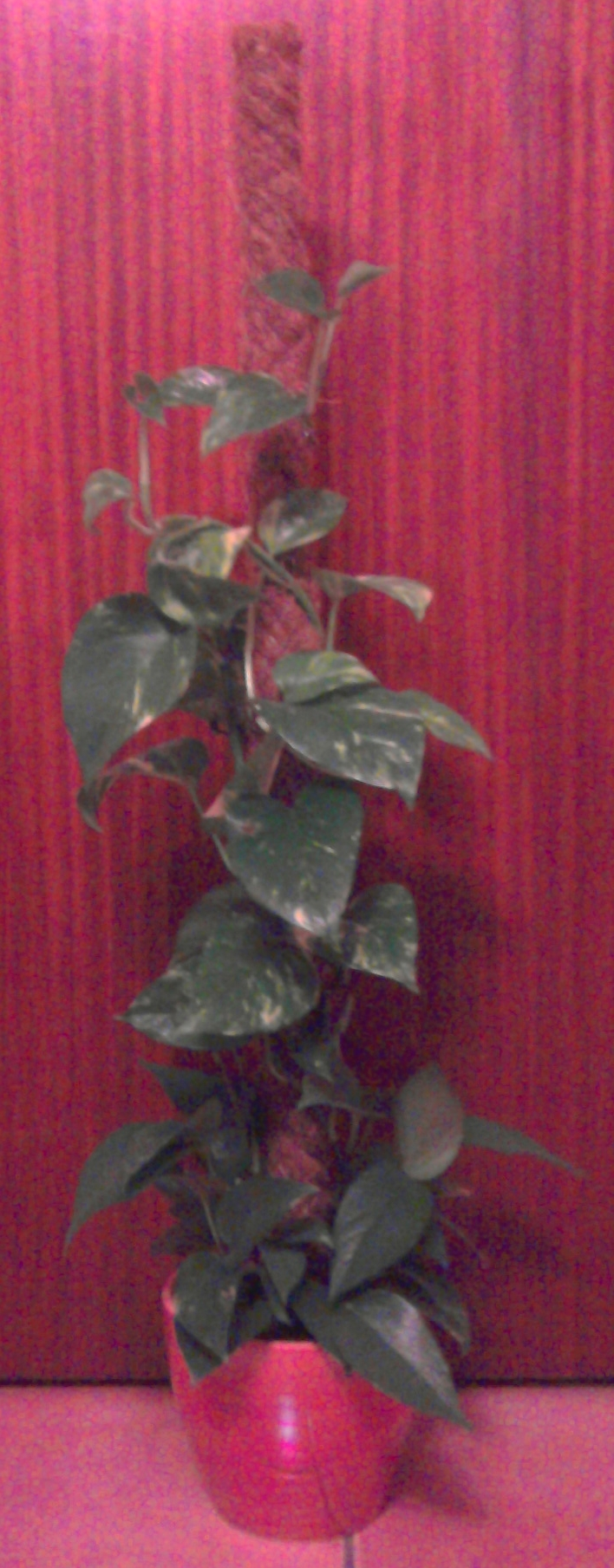